# Cyperus chaetophyllus
Cyperus chaetophyllus là một loài thực vật có hoa trong họ Cói. Loài này được (Chiov.) Kük. mô tả khoa học đầu tiên năm 1936.